# Morgan Sackett
Morgan Sackett (...) è un produttore televisivo, produttore cinematografico e regista statunitense, vincitore di tre Premi Emmy.

## Biografia
Morgan Sackett ha lavorato come produttore alla serie televisiva Seinfeld. Successivamente, ha lavorato alla produzione delle serie TV Parks and Recreation, The Good Place e Veep - Vicepresidente incompetente. Dal 2021 è produttore esecutivo di Hacks, per la quale ha vinto il Premio Emmy per la miglior serie commedia nel 2023. Nel 2022 ha fondato con Kristen Bell, Dean Holland, Troy Bailey e Benjamin Hart la società di produzione Dunshire Productions.

## Filmografia

### Produttore

#### Cinema
- 12 Bucks, regia di Wayne Isham (1998)
- Night at the Golden Eagle, regia di Adam Rifkin (2001)
- Without Charlie, regia di Adam Rifkin (2001)
- Morning Light, regia di Mark Monroe (2008)
- The Boys: La storia dei fratelli Sherman (The Boys: the Sherman Brothers' story), regia di Jeffrey e Gregory Sherman (2009)
- The Real Revolutionaries, regia di Paul Crowder (2009)
- Vite da popstar (Popstar: Never Stop Never Stopping), regia di Akiva Schaffer e Jorma Taccone (2016)
- Wine Country, regia di Amy Poehler (2019)
- Girl Power - La rivoluzione comincia a scuola (Moxie), regia di Amy Poehler (2021)
- Lucy and Desi, regia di Amy Poehler (2022)

#### Televisione
- Seinfeld - serie TV, 38 episodi (1994-1996)
- The Single Guy - serie TV, 24 episodi (1995-1997)
- Zoe, Duncan, Jack & Jane - serie TV, 13 episodi (1998)
- Watching Ellie - serie TV, 6 episodi (2003)
- Rubbing Charlie, regia di Adam Bernstein - film TV (2003)
- The Seinfeld Story, regia di Morgan Sackett - film TV (2004)
- Wiener Park, regia di Adam Bernstein - film TV (2005)
- I Did Not Know That, regia di Craig Knizek - film TV (2006)
- Katie Sullivan, regia di Jeffery Sherman - film TV (2006)
- Supreme Courtships, regia di Ian Toynton - film TV (2007)
- Ernesto, regia di Marc Buckland - film TV (2008)
- Parks and Recreation - serie TV, 124 episodi (2009-2015)
- Suburgatory - serie TV, episodio 1x01 (2012)
- Friday Night Dinner, regia di Ken Kwapis - film TV (2012)
- Brooklyn Nine-Nine - serie TV, episodio 1x01 (2013)
- Old Souls, regia di David Wain - film TV (2014)
- Veep - Vicepresidente incompetente (Veep) - serie TV, 27 episodi (2016-2019)
- The Good Place - serie TV, 50 episodi (2016-2020)
- Nick Offerman & Megan Mullally: Summer of 69: No Apostrophe, regia di Jaime Eliezer Karas - speciale TV (2017)
- Sunnyside - serie TV, 3 episodi (2019)
- A Parks and Recreation Special, regia di Morgan Sackett - speciale TV (2020)
- The At-Home Variety Show featuring Seth MacFarlane - programma TV, episodio 1x06 (2020)
- Rutherford Falls - Amici per la vita (Rutherford Falls) - serie TV, 18 episodi (2021-2022)
- Hacks - serie TV, 37 episodi (2021-in corso)
- The Tiny Chef Show - serie TV, 18 episodi (2022-2024)
- Primo - serie TV, 8 episodi (2023)
- Loot - Una fortuna (Loot) - serie TV, 10 episodi (2024)
- A Man on the Inside - serie TV, 8 episodi (2024)

### Regista
- The Seinfeld Story- film TV (2004)
- Parks and Recreation - serie TV, 5 episodi (2012-2015)
- The Good Place - serie TV, 5 episodi (2016-2020)
- Veep - Vicepresidente incompetente (Veep) - serie TV, 2 episodi (2017-2019)
- Splitting Up Together - serie TV, episodio 1x07 (2018)
- A Parks and Recreation Special, regia di Morgan Sackett - speciale TV (2020)
- A Man on the Inside - serie TV, 2 episodi (2024)

### Montatore
- Seinfeld - serie TV, 23 episodi (1992-1993)

## Riconoscimenti
- Premio Emmy[9]
  - 2011 - Candidatura alla miglior serie commedia per Parks and Recreation
  - 2012 - Candidatura al miglior speciale cortometraggio di un programma di intrattenimento per Parks and Recreation: Road Trip
  - 2014 - Candidatura al miglior speciale cortometraggio di un programma di intrattenimento per Parks and Recreation in Europe
  - 2015 - Candidatura alla miglior serie commedia per Parks and Recreation
  - 2015 - Candidatura al miglior programma di classe speciale – Programmi non-fiction in formato breve per Parks and Recreation: Behind the Final Season
  - 2016 - Miglior serie commedia per Veep - Vicepresidente incompetente
  - 2017 - Miglior serie commedia per Veep - Vicepresidente incompetente
  - 2017 - Candidatura alla miglior regia per una serie commedia per Veep - Vicepresidente incompetente
  - 2019 - Candidatura alla miglior serie commedia per The Good Place
  - 2019 - Candidatura alla miglior serie commedia per Veep - Vicepresidente incompetente
  - 2020 - Candidatura alla miglior serie commedia per The Good Place
  - 2020 - Candidatura alla miglior serie commedia o drammatica in formato breve per The Good Place Presents: The Selection
  - 2021 - Candidatura alla miglior serie commedia per Hacks
  - 2022 - Candidatura alla miglior serie commedia per Hacks
  - 2024 - Miglior serie commedia per Hacks